# نجير عملاق
النجير العملاق (باللاتينية: Agrostis gigantea) نوع نباتي يتبع جنس النجير (باللاتينية: Agrostis) وينتمي للفصيلة النجيلية. يعد من محاصيل المراعي المنتشرة بكثرة. أصله من أوروبا ثم انتشر في أنحاء أمريكا الشمالية. ليس من المحاصيل ذات القيمة الإنتاجية أو النوعية العالية، لذلك فهو لا يزرع في أراضي المراعي الخصبة.

## الوصف النباتي
النبات معمر ينتشر بالجذامير.